# ATO Records
According To Our Records (o ATO Records) fou fundada a inicis del 2000 per David Matthews (del grup Dave Matthews Band), Coran Capshaw, Chris Tetzeli i Michael McDonald com a divisió d'RCA Records. ATO té la seu a la ciutat de Nova York i actualment distribueix a través de RED Distributionss (propietat de Sony BMG).
ATO Records representa a un grup divers d'artistes. La seva missió és desenvolupar a cada artista i cada gravació amb el suficient temps i la cura necessària. D'acord amb el seu web oficial, "no hi ha temps, però hi ha un plan per construir un segell de qualitat dels músics".
El seu primer èxit va ser David Gray, l'àlbum del qual, White Ladder, va guanyar l'admiració de la crítica i la popularitat tant als Estats Units com a l'exterior. El Single "Babylon" va escalar a les llistes d'èxits dels EUA i va donar un bon inici al segell musical en la indústria.
El novembre de 2007, Billboard confirmà que ATO treuria al mercat In Rainbows, setè àlbum de Radiohead sota la distribució de TBD Records als EUA. L'àlbum fou publicad l'1 de gener de 2008, un dia després que XL Recordings ho fes al Regne Unit.

## Artistes
- Ben Kweller
- Crowded House
- David Gray
- Fiction Family
- Gomez
- Gov't Mule
- Jem
- Liz Phair
- Mike Doughty
- My Morning Jacket
- North Mississippi Allstars
- Patty Griffin
- Radiohead
- Rodrigo y Gabriela
- Signal Hill Transmission
- Switchfoot
- Vusi Mahlasela
- The Whigs